# Bompas (Pirenéus Orientais)
Bompas (em catalão:  Bompàs) é uma comuna francesa na região administrativa da Occitânia, no departamento dos Pirenéus Orientais. Estende-se por uma área de 5.70 km², e possui 7.310 habitantes, segundo o censo de 2018, com uma densidade de 1.300 hab/km².